# Кымпиняну, Ион
Ион И. Кымпиняну (рум. Ion I. Câmpineanu; 10 октября 1841, Бухарест — 13 ноября 1888, там же) — румынский политический и государственный деятель. Первый управляющий Национального банка Румынии (15 июля 1880 — 1 декабря 1882).

## Биография
Сын участника революции 1848 года в Дунайских княжествах. Получил юридическое образование в Париже.
Основатель Национальной либеральной партии Румынии в 1875 году.
С 27 января 1877 по 23 сентября 1877 года занимал пост министра юстиции. Министр финансов Румынии (23 сентября 1877 — 25 ноября 1878 и 25 февраля — 15 июля 1880). Министр сельского хозяйства (1 апреля 1883-2 февраля 1885). Министр иностранных дел Румынии (25 ноября 1878 — 10 июля 1879).
После создания Румынского королевства Ион И. Кампиняну был назначен министром иностранных дел и занимал этот пост со 2 февраля 1885 по 27 октября 1885 года. Был мэром Бухареста (21 ноября 1886 — апрель 1888).
В 1880—1882 годах — первый управляющий Национального банка Румынии. В 1888 году на несколько месяцев до смерти вновь возглавил Национальный банк Румынии.
Одна из центральных улиц Бухареста названа в честь Кампиняну.